# Ginelfita
La ginelfita és un mineral de la classe dels sulfurs. Rep el nom en honor de Carlo Gini (1954) i Francesco Guelfi (1947), antics tècnics del laboratori de raigs X de la Universitat de Pisa, per les seves contribucions al desenvolupament de la recerca mineralògica a Pisa durant els darrers 40 anys.

## Característiques
La ginelfita és una sulfosal de fórmula química Ag₂(Ag0.5Fe0.5)TlPb24.5(Sb,As)32.5S75.5. Va ser aprovada com a espècie vàlida per l'Associació Mineralògica Internacional l'any 2023, i va ser publicada a la revista internacional European Journal of Mineralogy per Cristian Biagioni et al. en el mes de maig de 2025 amb el títol «Ginelfite, Ag₂(Ag0.5Fe0.5)TlPb24.5(Sb,As)32.5S75.5, a new boxwork sulfosalt from Jas Roux, France: occurrence and crystal structure». Cristal·litza en el sistema triclínic.
Les mostres que van servir per a determinar l'espècie, el que es coneix com a material tipus, es troben conservades a les col·leccions del Museu d'Història Natural de la Universitat de Pisa (Itàlia), amb el número de catàleg: 20023, i a les col·leccions del departament de mineralogia i petrologia del Museu Nacional de Praga, a la República Txeca, amb el número de catàleg: p1p 31/2022.

## Formació i jaciments
Va ser descoberta a Jas Roux, al municipi de La Chapèla, als Alts Alps (Provença-Alps-Costa Blava, França), sent l'únic a tot el planeta on ha estat descrita aquesta espècie mineral.